# Giórgos Foúndas
Giórgos Foúndas (en grec moderne : Γιώργος Φούντας) né le 13 février 1924 à Mavrolithári en Phocide (Grèce), et mort à Athènes le 28 novembre 2010, est un acteur grec de cinéma, de théâtre et de télévision devenu célèbre pour ses rôles dans les films Ville magique, Stélla, Jamais le dimanche, La Fille en noir, Zorba le Grec.
Après ses études à l'école d'art dramatique de l'Odéon d'Athènes, il monte pour la première fois sur scène à la fin des années 1940 dans Νυφιάτικο τραγούδι. Ses premiers grands rôles au cinéma sont Καταδρομή στο Αιγαίο en 1946 et Ville morte en 1951.
Atteint de la maladie d'Alzheimer, il meurt le 28 novembre 2010. Il est enterré le 30 novembre au Premier cimetière d'Athènes.

## Filmographie partielle
- 1944 : Applaudissements, de Yórgos Tzavéllas
- 1951 : Ville morte, de Frixos Iliadis
- 1952 : La Terre noire, de Stelios Tatassopoulos
- 1954 : Ville magique, de Níkos Koúndouros
- 1955 : Stella, de Michael Cacoyannis
- 1956 : La Fille en noir, de Michael Cacoyannis
- 1958 : La Lagune des désirs, de Yorgos Zervos
- 1960 : Jamais le dimanche, de Jules Dassin
- 1963 : America, America, d'Elia Kazan
- 1964 : Les Lanternes rouges, de Vasilis Georgiadis
- 1964 : Zorba le Grec, de Michael Cacoyannis
- 1964 : Cri, de Kostas Andritsos
- 1966 : Éclat de gloire, de Panos Glykofrydis (el)
- 1967 : Fièvre sur le bitume, de Dínos Dimópoulos
- 1969 : Boulevard de la trahison, de Christos Kyriakopoulos

## Récompenses
- Festival du cinéma grec 1966 (Thessalonique) : meilleur acteur (Éclat de gloire)
- Festival du cinéma grec 1967 (Thessalonique) : meilleur acteur (Fièvre sur le bitume)